# Achvaich
Achvaich is een dorp in de buurt van Dornoch in Sutherland in de Schotse Hooglanden.